# Niobrara River
Der Niobrara River ist ein Zufluss des Missouri Rivers, etwa 692 km lang, und fließt durch die gegenwärtigen US-Staaten Wyoming und Nebraska. Der Fluss entwässert einen der unfruchtbarsten Abschnitte der Great Plains und hat eine vergleichsweise geringe Strömungsgeschwindigkeit.

## Flusslauf
Der Niobrara River entspringt in den High Plains des östlichen Wyoming, im Niobrara County. Danach fließt er in östlicher Richtung nach Lusk und weiter nach Südosten in den Nordwesten Nebraskas. Anschließend fließt er südöstlich über das Pine Ridge Country aus dem Sioux Country und dann östlich durch das Agate Fossil Beds National Monument nach Marsland und durch das Box Butte Reservoir. Er fließt östlich über das nördliche Nebraska, nahe der nördlichen Ecke der Sandhills nach Valentine. Dann vereinigt er sich mit dem Snake River etwa 21 km südwestlich von Valentine. Im zentralen Norden von Nebraska vereinigt er sich dann mit dem Keya Paha River etwa 10 km westlich von Butte. Anschließend mündet er in den Missouri nordwestlich von Niobrara im nördlichen Knox County. Zwei Abschnitte des Niobrara Rivers im zentralen Nebraska sind als Niobrara National Scenic River festgelegt worden und stehen damit unter besonderem Schutz. Zu den Schutzgebieten am Fluss gehört auch das Niobrara Valley Preserve.
Das untere Niobrara-Tal ist die angestammte Heimat der Ponca, einem Stamm der Ureinwohner Amerikas. Zwischen 1861 und 1882 markierte das Stück des Niobrara Rivers von der Mündung des Keya Paha bis zu seinem Zusammenfluss mit dem Missouri die Grenze zwischen Nebraska und dem Dakota-Territorium.

## Trivia
In der Hexalogie Die Söhne der Großen Bärin von Lieselotte Welskopf-Henrich stellt der Niobrara River in den Bänden Der Weg in die Verbannung (Band 2) und Der junge Häuptling (Band 5) den Schauplatz zentraler Ereignisse da.